# Rescue Coordination Centre
Ein Rescue Coordination Centre (RCC; englisch für Rettungskoordinierungszentrum) ist die zentrale Anlaufstelle bei Not- oder Unfällen im nationalen und internationalen Luft- oder Schiffsverkehr. Als zuständige Leitstelle koordiniert ein RCC sämtliche Maßnahmen im Rahmen des Such- und Rettungsdienstes SAR (Search And Rescue). Begrifflich hat dies als SAR-Dienst auch in Deutschland Eingang gefunden. Bei Meldung eines Notfalls der Luft- oder Schifffahrt über die europaweit einheitliche Rufnummer 112 wird dieser Notruf direkt an das zuständige RCC weitergeleitet.

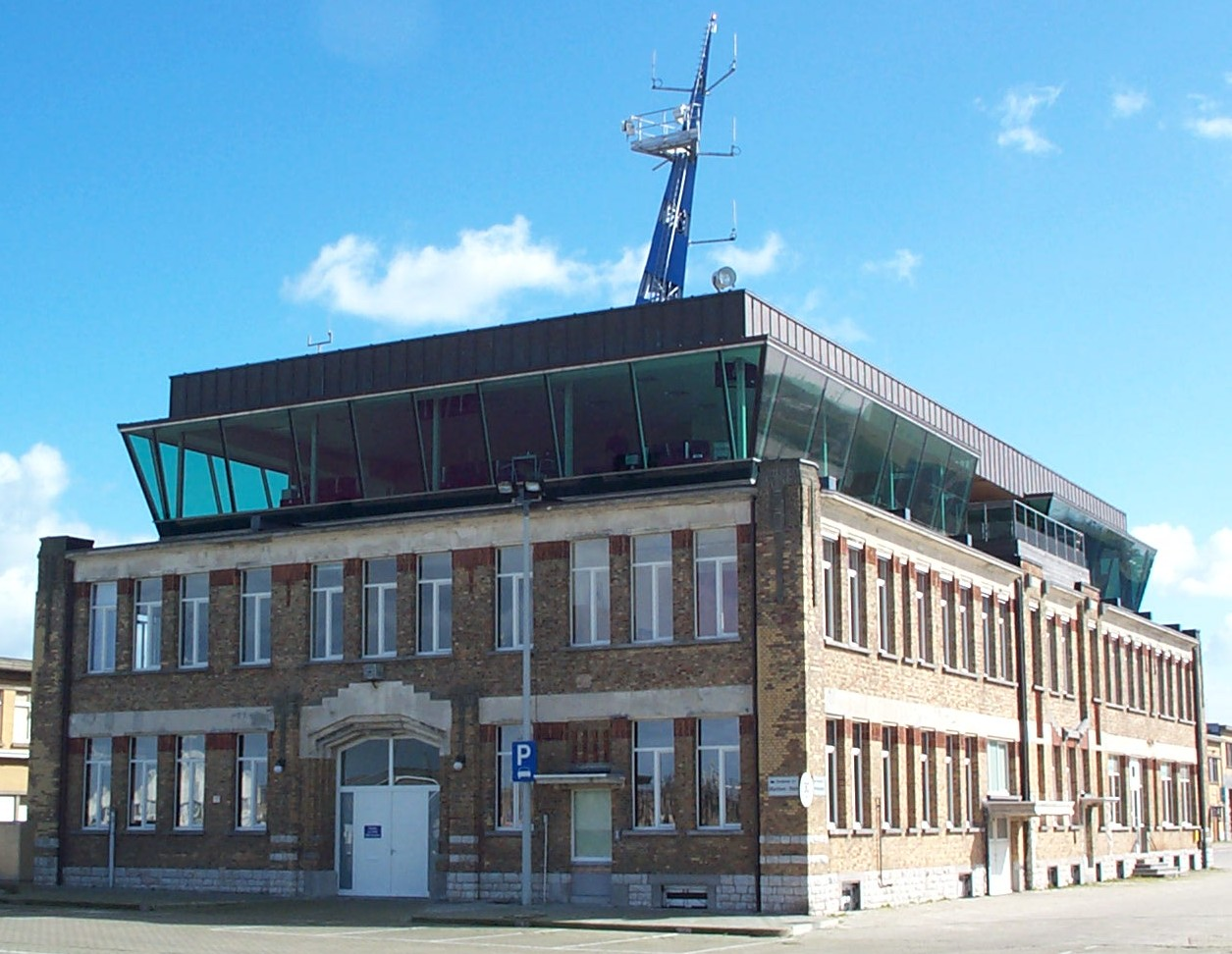
MRCC Oostende

## Begriffe
Ursprünglich waren die RCCs fast ausschließlich für die Luftfahrt und darin vorkommende Luftnotlagen zuständig.
Nachdem für Seenotfälle maritime Rettungsleitstellen als Maritime Rescue Coordination Centre (MRCC) gebildet worden waren, wurde zur Unterscheidung der Begriff Aeronautical Rescue Coordination Centre (ARCC) geprägt. Werden ein ARCC und ein MRCC zusammen als Einheit betrieben wird ein solches Zentrum als Joint Rescue Coordination Centre (JRCC) bezeichnet. Der verantwortliche Betrieb wird entweder durch einen Militärdienst (z. B. Luftwaffe oder Marine) und/oder durch einen zivilen Dienst (z. B. nationale Polizei oder zivile Küstenwache) sichergestellt. Vielfach sind die MRCC Bestandteil der nationalen Küstenwache wie z. B. in Belgien.

## Rechtliche Grundlagen
Der SAR-Dienst basiert auf international geltenden Regelwerken, die in UN-Konventionen kodifiziert sind:
- Internationales Übereinkommen über den Such- und Rettungsdienst auf See (SAR-Konvention 1979)
- Internationales Übereinkommen zum Schutz des menschlichen Lebens auf See (SOLAS-Konvention 1974/79)
- Übereinkommen Nr. 164 der International Labour Organization (ILO) über den Gesundheitsschutz und die medizinische Betreuung von Seeleuten
- Genfer Konvention von 1949
- Abkommen über die Internationale Zivilluftfahrt (Chicagoer Konvention 1944)
- Internationales Übereinkommen zur einheitlichen Feststellung von Regeln über die Hilfeleistung und Bergung in Seenot von 1910

Wichtigste Arbeitsgrundlage für ein RCC bildet das Internationale Handbuch für die Suche und Rettung von Luftfahrzeugen und Seeschiffen (IAMSAR Manual). Die Bände I bis III enthalten praktische Leitlinien für:
- die Organisation der maritimen und aeronautischen SAR-Dienste,
- die Koordinierung der Missionen (Notfälle) und
- den Betrieb von Such- und Rettungseinheiten.

Das Handbuch wird von den beiden international zuständigen UN-Organisationen für die zivile Luftfahrt ICAO (International Civil Aviation Organization) und der Seeschifffahrt IMO (International Maritime Organization) herausgegeben und stützt sich auf die Chicagoer und die SAR-Konvention.

## SAR-Region (SRR)

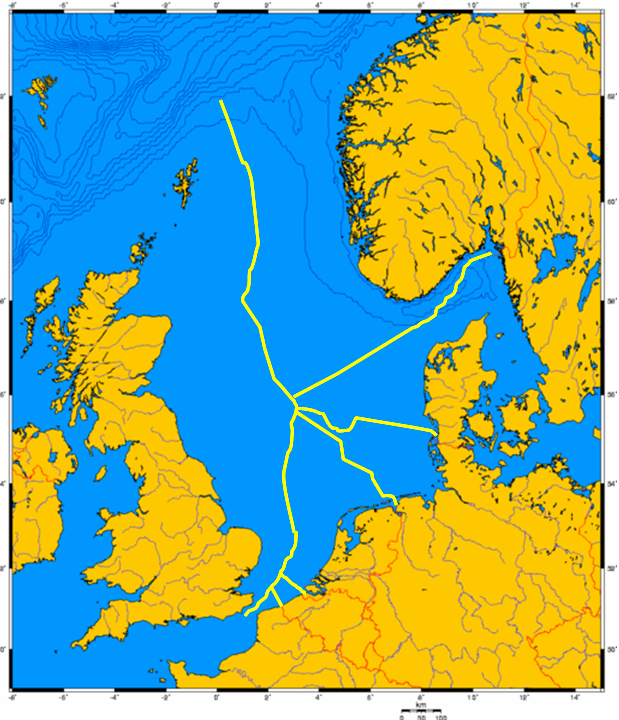
SAR Regionen in der Nordsee, der Entenschnabel entspricht dem deutschen Anteil

Jedes RCC ist für ein konkretes geografisches Gebiet, der search and rescue region of responsibility (SRR) verantwortlich, um dort die erforderlichen Maßnahmen effizient zu koordinieren und zu steuern. ICAO und IMO legen diese zugehörigen SAR-Regionen fest, die idealerweise für ARCC und MRCC identisch sind. Weltweit arbeiten die RCCs der Nationalstaaten in einem internationalen Verbund und leisten im Notfall gegenseitige Hilfe.
Für jede SAR-Region müssen alle erforderlichen Kommunikationseinrichtungen geschaffen werden, um die ganze Region funktechnisch sicher abzudecken. Ein RCC muss rund um die Uhr (24/7) auf Englisch ansprechbar sein und über ausreichende Kommunikationseinrichtungen verfügen. Damit soll sichergestellt werden, dass eine rasche und zuverlässige 2-Wege-Kommunikation zwischen allen Beteiligten (Flugverkehrsdienststellen, Küstenfunkstationen, SAR-Einheiten, SAR-Zentralen, RCC etc.) möglich ist.
Bei Bedarf, z. B. bei größeren oder entfernten Gebieten, können Unterzentren (RSC, Rescue Sub-Centre) gebildet werden, die dann für einen Teil der Region im Verantwortlichkeitsbereich eines RCC dessen Aufgaben und die Arbeitslast übernehmen. Diese müssen analog ausgestattet sein wie das zuständige RCC.
Da heute jedes Seegebiet auf der Erde überwacht werden soll, können die SRR bis weit in die Ozeane reichen. So reicht z. B. die Zuständigkeit der RCC in Großbritannien bis in die Mitte des Nordatlantiks, wo dann die Zuständigkeit auf die amerikanischen oder kanadischen RCC übergeht. Auch Portugal hat mit den Inseln der Azoren eine große SRR im Nordatlantik zu kontrollieren.

## Aeronautical Rescue Coordination Centre (ARCC)

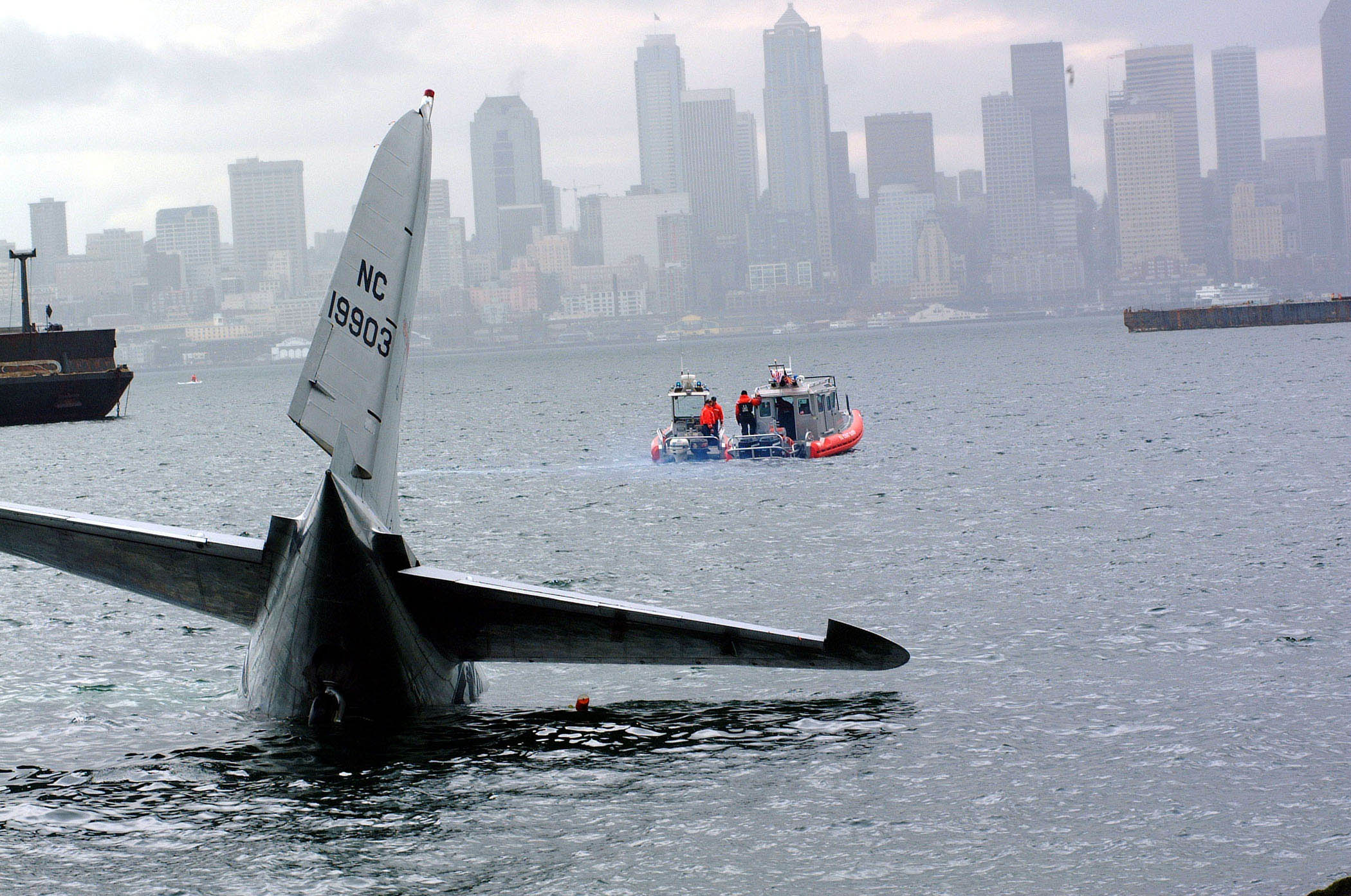
Luftnotfall auf See

Die Möglichkeiten der Luftfahrt und deren Grenzenlosigkeit zeigten sehr früh, dass nationale Regelungen nicht ausreichen, um eine grundlegende Ordnung des Luftverkehrs herzustellen. Mit Hilfe von internationalen Luftfahrtkongressen versuchte man international gültige Prinzipien für die Luftfahrt aufzustellen und diese in entsprechenden Abkommen festzuschreiben. Noch während des Zweiten Weltkriegs fand im Dezember 1944 in Chicago eine Zivilluftfahrtkonferenz statt, an der 54 Staaten teilnahmen. Sie verabschiedeten das heute noch gültige Chicagoer Abkommen, um die Sicherheit der Luftfahrt zu fördern und die Infrastruktur und die Regeln des privaten Luftverkehrs international zu vereinheitlichen. Damit wurde die Grundlage für ein internationales Luftfahrtrecht auf völkerrechtlicher Basis geschaffen.
Mit dem Beitritt zum Chicagoer Abkommen verpflichtet sich jeder Vertragsstaat nach Artikel 25 (Luftfahrzeuge in Not) für in seinem Hoheitsgebiet in Not geratene Luftfahrzeuge die den Umständen nach erforderlichen Hilfsmaßnahmen zu treffen und bei der Suche nach vermissten Luftfahrzeugen an aufeinander abgestimmten Maßnahmen mitzuwirken, die auf Grund dieses Abkommens jeweils empfohlen werden.
Der Anhang 12 zum Chicagoer Abkommen beschreibt alle Maßnahmen und Einrichtungen für den Aufbau eines Such- und Rettungsdienstes. Danach haben die Vertragsstaaten SAR-Regionen zu benennen, für die sie die Zuständigkeit übernehmen. SAR-Regionen sind im Normalfall das gesamte Staatsgebiet einschließlich der Küstengebiete, wobei auch Teilregionen gebildet werden können. Benachbarte Staaten können auch gemeinsame Regionen vereinbaren. Zusätzlich sollen durch regionale Vereinbarungen zur Luftnavigation auch die angrenzenden Hochseegebiete ohne Zugehörigkeit zu einem Nationalstaat mit abgedeckt werden. Die derart abgesteckten SAR-Regionen müssen zusammenhängend sein und dürfen sich nicht überlappen. Jeder Vertragsstaat soll selbst oder in Kooperation mit anderen Staaten einen SAR-Dienst für diese SAR-Region einrichten, der 24 Stunden am Tag bereitsteht. Benachbarte Staaten sollten untereinander kooperieren und sich unterstützen sowie die gegenseitige Einreise von Rettungseinheiten anderer Vertragsparteien in ihre Hoheitsgewässer ermöglichen. Für die Koordinierung der Rettungsmaßnahmen sind ein oder mehrere RCCs und ggf. RSC einzurichten.

## Maritime Rescue Coordination Center (MRCC)

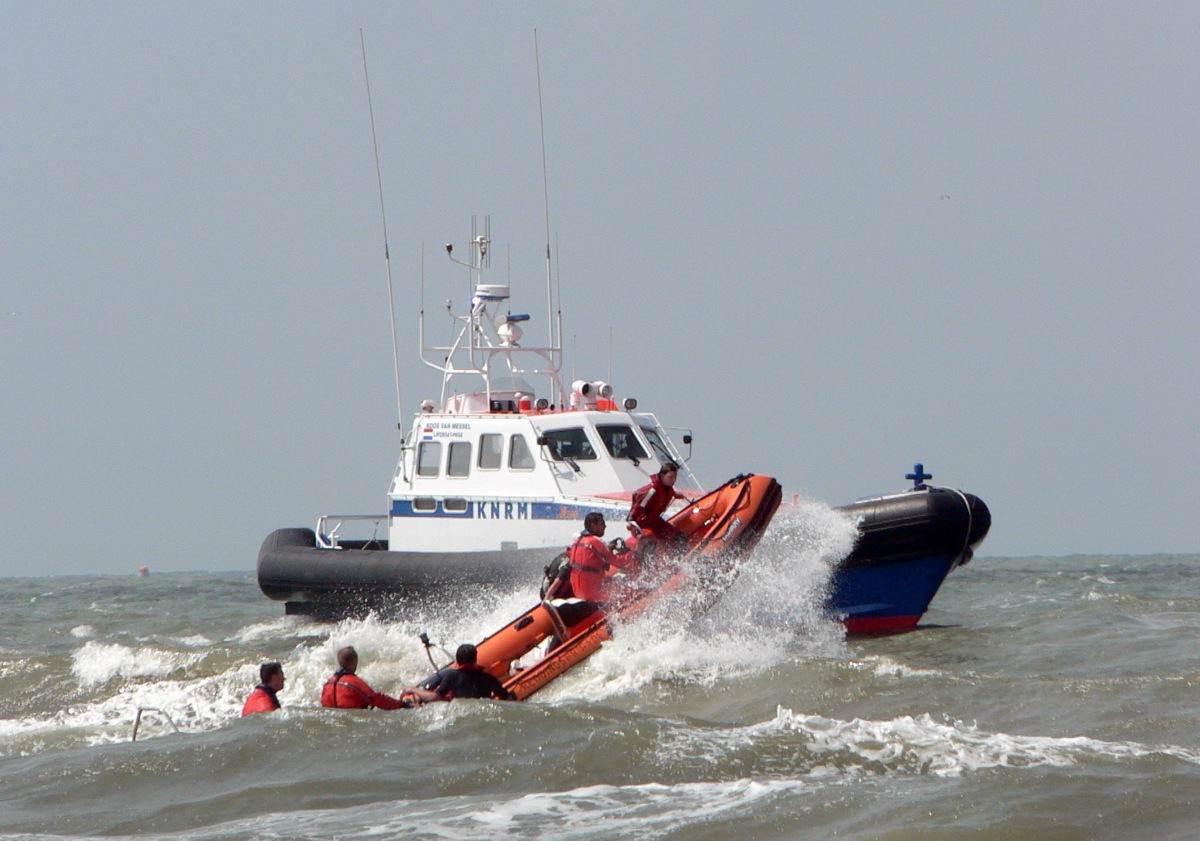
SAR Einsatz auf See

Analoge Regelungen für die Küstenüberwachung und für die Such- und Rettungsdienste auf See wurden erst im April 1979 auf einer internationalen Konferenz in Hamburg geschaffen. Mit dem dort unterzeichneten SAR-Übereinkommen soll die Rettung von Menschen in Seenot unabhängig vom Unfallort durch eine Seenotrettungsorganisation sichergestellt werden. Daher richtet sich das Übereinkommen in erster Linie an die Küstenstaaten, die dafür verantwortlich Sorge zu tragen haben, dass Regelungen zur Zusammenarbeit zwischen den Seenotrettungsdiensten erlassen und angemessene SAR-Dienste in ihren Küstengewässern bereitgestellt werden.
In den fünf Anhängen zum Übereinkommen sind die technischen Anforderungen für die SAR-Dienste auf See beschrieben. Sie entsprechen denen des Chicagoer Abkommens und fordern die Einrichtung von maritimen Koordinierungszentren (MRCC), die möglichst die gleiche SAR-Region abdecken sollen wie die zugehörigen ARCC. Wenn für dieselbe Region ein ARCC und ein MRCC existiert, sollten die Staaten die engst mögliche Zusammenarbeit sicherstellen. Für die internationale Zusammenarbeit sollen die angrenzenden Staaten untereinander SAR-Abkommen und deren MRCC entsprechende Arbeitsabkommen schließen, um die gegenseitige Unterstützung zu regeln. Die MRCCs sind ein wichtiger Bestandteil des GMDSS (Global Maritime Distress and Safety System), eines technischen Systems zur weltweiten Hilfe bei Seenotfällen und zur Sicherung der Schifffahrt im Rahmen der von der IMO entwickelten Konvention SOLAS (International Convention for the Safety of Life at Sea), die erstmals 1913 als Reaktion auf den Untergang der Titanic ausgehandelt wurde.
Ein Beispiel für die Aufteilung eines Nationalstaats in mehrere SRR und MRCC sind die Britischen Inseln. Sie verfügen über insgesamt 19 regionale MRCCs in den drei SAR-Regionen Scotland and Northern Ireland, Wales and West of England und East of England. In Frankreich wird für ein MRCC das Kürzel CROSS verwendet, das für Centre régional opérationnel de surveillance et de sauvetage (französisch für Regionales operatives Zentrum zur Überwachung und Rettung) steht.

## Joint Rescue Coordination Center (JRCC)

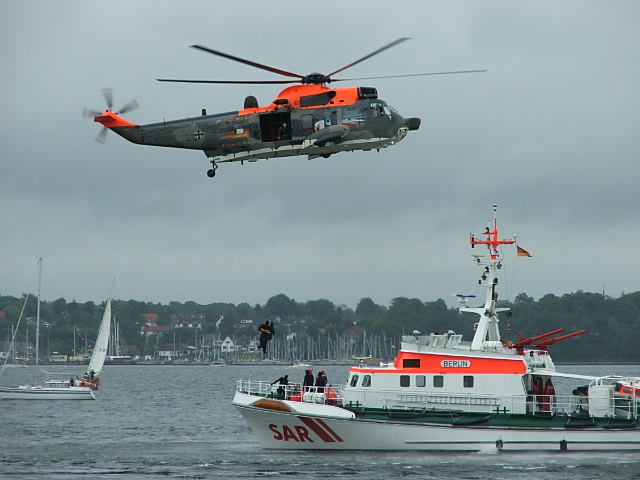
SAR-Einsatz See/Luft

Wie schon im Chicagoer Abkommen von 1944 erwähnt und im SAR-Übereinkommen von 1979 nochmals verdeutlicht, sollten die Vertragsstaaten, wenn praktikabel, JRCCs einrichten, um die SAR-Aktivitäten im Bereich Luftfahrt und Seefahrt zusammenzuführen und eine möglichst effektive Koordinierung der aeronautischen und maritimen Such- und Rettungseinsätze zu ermöglichen. Neben finanziellen Vorteilen können dadurch Mittel frei werden für Verbesserungen in anderen SAR-Bereichen. Der Betrieb eines JRCC wird meist von mehreren militärischen Diensten, Zivildiensten oder einer Kombination aus militärischen und/oder zivilen Diensten vorgenommen. Ein solches Zentrum betreibt z. B. die niederländische Küstenwache als JRCC Den Helder.

## Alarmierung
Alle RCCs sind verpflichtet, die Notfallfrequenzen auf UKW (Kanal 16 156,8 MHz und DSC-Kanal 70 156,525 MHz) und Grenzwelle (2182 kHz) abzuhören. Damit stehen verschiedene Wege zur Alarmierung zur Verfügung:
- EPIRB-Notfunkbake (Satellit)
- GMDSS-Inmarsat-Datenfunk (Satellit)
- Inmarsat, Iridium, Thuraya (Satelliten-Telefon)
- Mobiler Seefunkdienst: GMDSS-UKW-Radio, GMDSS-GW/KW-Radio
- Mobil- und Festnetztelefon (Notruf 112).

Benachrichtigungen von Notfällen per Mail sind grundsätzlich nicht empfohlen, da keine Alarmierung damit verbunden bzw. sichergestellt ist.

## RCCs in Deutschland

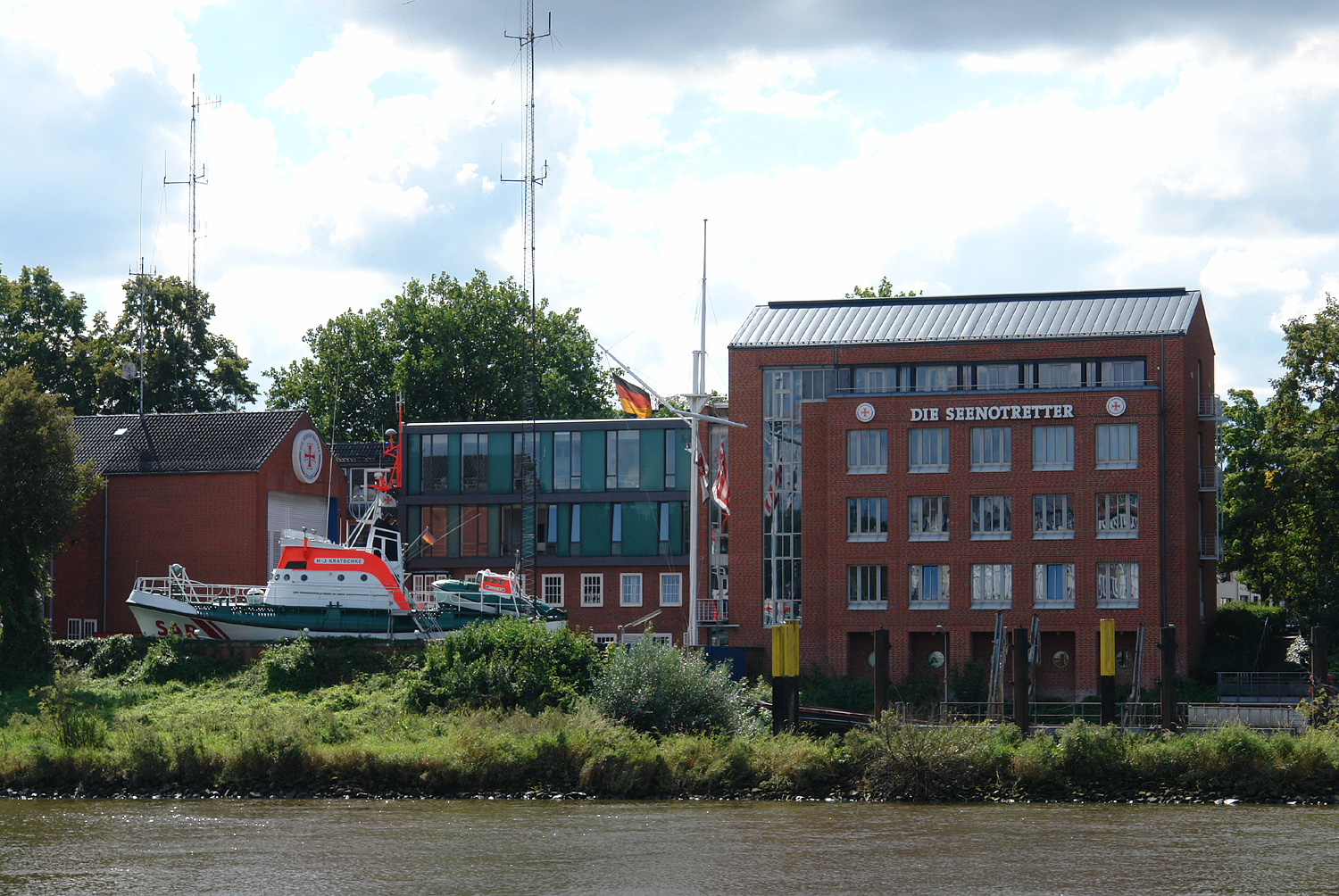
Seenotleitung Bremen

Deutschland war nicht Teilnehmer der Chicagoer Konferenz von 1944 und trat erst mit Wirkung vom 8. Juni 1956 dem Übereinkommen bei. Dadurch wurde die Verpflichtung übernommen, die ICAO-Forderungen des Vertrags zu erfüllen und nationale SAR-Dienste für die Luftfahrt einzurichten. Aufgabenträger ist die Bundeswehr mit dem RCC Münster. Als Teil des Flugalarmdienstes der Deutschen Flugsicherung ist das RCC zentrale Anlaufstelle (SPOC, Single Point Of Contact) für Luftnotfälle innerhalb Deutschlands und zuständig für zivile und militärische Suchfälle im SAR-Bereich „Land“. Internationale Alarme über Satellit (COSPAS-SARSAT) werden über das Mission Control Center (MCC) in Toulouse empfangen und an das RCC Münster weitergeleitet.
Eine zweite SAR-Leitstelle ist das ARCC im schleswig-holsteinischen Glücksburg mit dem SAR-Bereich „See“, das ebenfalls durch die Bundeswehr betrieben wird. Sein Zuständigkeitsbereich umfasst den Seebereich des Fluginformationsgebiets Bremen sowie den Landbereich von Schleswig-Holstein und Hamburg. Bei Seenotfällen arbeitet das ARCC mit der DGzRS (Deutsche Gesellschaft zur Rettung Schiffbrüchiger) eng zusammen. Die in Absprache mit den Nachbarländern verantwortete SAR-Region reicht ca. 400 km (215 Seemeilen) bis zur Mitte der Nordsee.
Die dritte SAR-Leitstelle ist die Rettungsleitstelle See (MRCC Bremen), die durch die DGzRS betrieben wird. Nach Unterzeichnung und Ratifizierung des SAR-Übereinkommens von 1979 am 19. April 1982 mussten die Vertragsvorgaben für die Bundesrepublik Deutschland umgesetzt werden. Da die SAR-Dienste auf See schon vorher durch die DGzRS wahrgenommen wurden, hat das zuständige Bundesministerium für Verkehr, Bau- und Wohnungswesen (BMVBW) der DGzRS 1982 den staatlichen Auftrag erteilt, die Such- und Rettungsaktivitäten im deutschen Seegebiet zu koordinieren. Die Rettungsleitstelle ist in der Betriebsführungszentrale der DGzRS untergebracht und ist zuständig für die deutschen Seegebiete der Nord- und Ostsee mit einer Küstenlinie von 3660 km Länge. Sie ist über Bremen Rescue Radio unter dem Funkrufnamen BREMEN RESCUE zu erreichen.

## RCC Schweiz

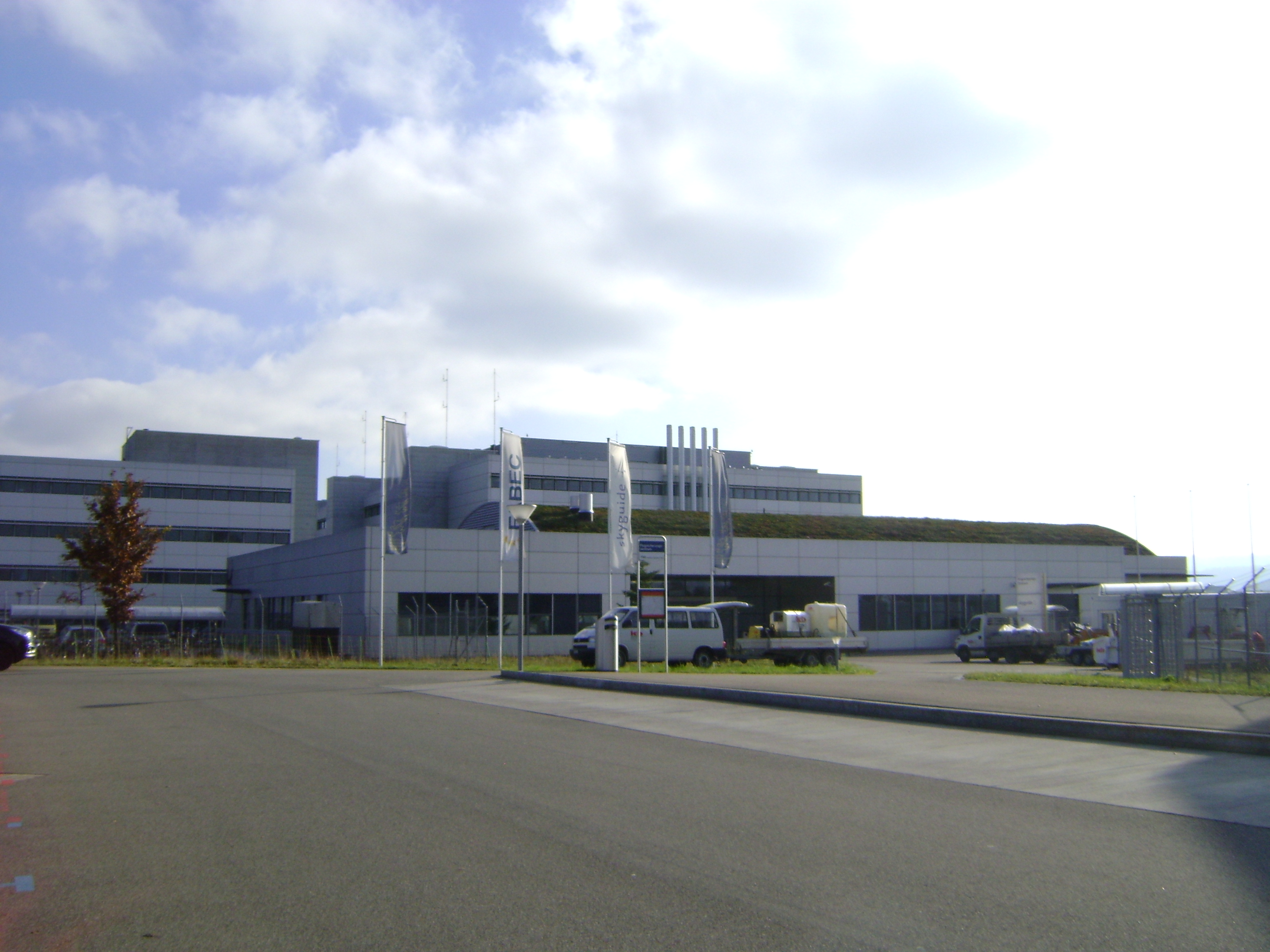
RCC „Zürich“ am Militärflugplatz Dübendorf

In der Schweiz hat das Bundesamt für Zivilluftfahrt, kurz BAZL, die Oberaufsicht über die Regelung der RCC Bestimmungen. Anfangs wurde die RCC-Funktion durch das BAZL selbst betrieben. Später wurde dies an die Schweizerische Rettungsflugwacht (REGA) vergeben und von der REGA Einsatzzentrale auf dem Flughafen Zürich betreut. Seitdem hat es die Bezeichnung „RCC Zürich“. Der für die REGA ungenügend entschädigte Betrieb des RCC war schon 2015 der Schweizer Luftwaffe angetragen worden. Stattdessen übernahm die Einsatzzentrale „Flughafen Zürich“ der Kantonspolizei Zürich (Kapo Zürich) die Aufgabe mit einem auf 4 Jahre beschränkten Vertrag. Per 1. Januar 2021 wurde das RCC dem Operationszentrum der Luftwaffe (Op Zen LW) auf dem Militärflugplatz Dübendorf angegliedert. Für die Hardware-, Software- und Supportdienstleistung Datenkommunikation zwischen dem RCC Schweiz mit Flugsicherungen, Eurocontrol und RCC anderer Staaten ist Skyguide Genf zuständig. Das RCC der Schweiz ist auch für das Fürstentum Liechtenstein zuständig. Das Binnenland Schweiz betreibt für seine Hochseeschifffahrt ein MRCC, dies wird von der Schweizerische Rettungsflugwacht (REGA) betreut.

## RCC Österreich
Der SAR-Dienst für Luftfahrzeuge (ARCC) wird in Österreich durch die Österreichische Gesellschaft für Zivilluftfahrt Austro Control durchgeführt. Sie betreibt in ganz Österreich über 100 Flugsicherungsanlagen mit den zugehören Radar-, Kommunikations- und Navigationsanlagen. Ihre Zentrale ist ständig erreichbar. Für die Suche 'überfälliger' Flugzeuge im Luftraum gibt es drei Alarmstufen:
- Alarmstufen 1 (Ungewissheitsstufe) – wenn die letzte Meldung oder die Landung eines Flugzeuges länger als eine halbe Stunde überfällig ist. Es wird versucht, Informationen über den Verbleib des Luftfahrzeugs zu erhalten (z. B. telefonisch).
- Alarmstufen 2 (Bereitschaftstufe) – wenn die Nachforschungen kein Ergebnis gebracht haben. Über eine Flugplandatenbank werden Details zum Flugplan etc. abgerufen und ggf. Radardaten analysiert.
- Alarmstufe 3 – Notstufe – wenn die weiteren Nachforschungen ergebnislos geblieben sind. Es werden Suchaktionen gestartet, wobei der Austro Control zwei firmeneigene Suchflugzeuge zur Verfügung stehen, die mit Peilgeräten zum Aufspüren von Notsignalen ausgerüstet sind. Bei Bedarf werden das Bundesheer sowie die Sicherheitsdirektionen und Landespolizeikommandos um Unterstützung gebeten.